# 良洞市場駅
良洞市場駅（ヤンドンシジャンえき）は、大韓民国光州広域市西区にある光州交通公社1号線の駅である。駅番号は107。

## 駅構造

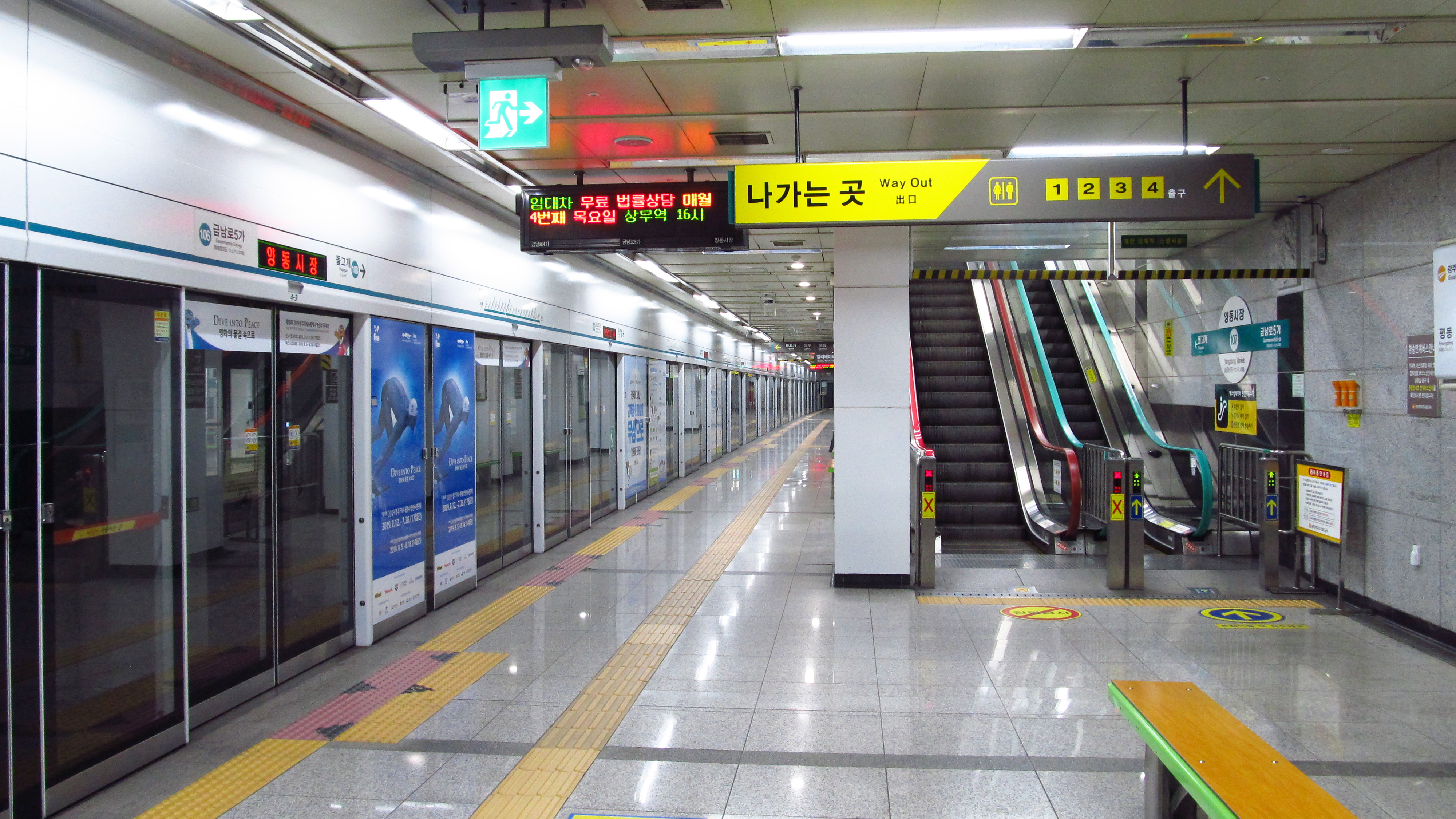
ホーム

- 相対式ホーム2面2線の地下駅。

## 駅周辺
- 良洞市場
  - 駅名の由来。光州を代表する在来型の市場のひとつ。市内でも有数の広さを持ち、食料品・衣類・日用品等、分野別におおまかにエリアを分けてさまざまな店が出店している。

## 歴史
- 2004年4月28日 - 開業。

## 隣の駅
光州交通公社
1号線
錦南路5街駅 (106) ‐  良洞市場駅 (107) ‐ トルゴゲ駅 (108)